# Евгений Примаков
Евгѐний Максѝмович Примако̀в (на руски: Евге́ний Макси́мович Примако́в) е съветски и руски учен, дипломат и политик.
По време на дългата си кариера той заема длъжностите председател на Съвета на Съюза на Върховния съвет на СССР (юни 1989 - март 1990), директор на Службата за външно разузнаване (26 декември 1991 - 9 януари 1996), министър на външните работи (10 януари 1996 - 11 септември 1998), министър-председател (11 септември 1998 - 12 май 1999) на Русия. Кандидат-член на Политбюро на ЦК на КПСС (20 септември 1989 – 13 юли 1990).
Академик и член на Президиума на Руската академия на науките. Няма ясна и достоверна информация за баща му, който той никога не е виждал (смята се, че е репресиран и убит по време на Голямата чистка). Отгледан е от майка си Анна Яковлевна Примакова, по професия лекар – акушер-гинеколог. Жени се за студентката от Грузинския политехнически институт Лаура Харадзе през 1951 г., от която има син Саша и дъщеря Нана. Жени се повторно, 7 години след смъртта на Л. Харадзе през 1987 г., за Ирина Борисовна.

## Ранни години
Роден е в Киев, Украйна, а израства в Тбилиси, Грузия. Майка му е еврейка, а баща му - украинец. Завършва Московския институт по ориенталистика (Московский институт востоковедения) през 1953 г., аспирант е в Икономическия факултет на Московския държавен университет (1956) и става старши научен сътрудник в Института за световна икономика и международни отношения на Академията на науките на СССР.
От 1956 г. до 1970 г. работи като журналист с арабски език в Съветското радио (1956 – 1962), кореспондент за Близкия изток на вестник „Правда“ в Кайро (1965 – 1969) и в редакцията на вестника. По онова време често е изпращан на разузнавателни мисии в Близкия изток и САЩ като агент на КГБ под кодовото име Максим. Запознава се със Саддам Хусейн, Тарик Азиз, Масуд Барзани и други политици от региона.

## Научна кариера
През 1959 г. защитава дисертация на тема „Експортът на капитала в някои арабски страни – средство за осигуряване на монополно високи печалби“ и става кандидат на икономическите науки. През 1969 г. защитава дисертация на тема „Социално и икономическо развитие на Египет“, става доктор на икономическите науки.
Старши научен сътрудник в Института за световна икономика и международни отношения от септември до декември 1962 г. От 30 декември 1970 г. до 1977 г. работи като заместник-директор на Института за световна икономика и международни отношения в Академията на науките на СССР. От 1977 г. до 1985 г. е директор на Института по ориенталистика в Академията на науките на СССР. Професор в Дипломатическата академия от 1979 г. По онова време е и първи заместник-председател на Съветския мирен комитет. От 1985 г. се връща в Института за световна икономика и международни отношения като директор до 1989 г.

## В политиката на СССР
Влиза в политиката като депутат във Върховния съвет на СССР през февруари 1988 г. Избран е за председател на Съвета на Съюза на Върховния съвет – горната палата на съветския парламент, през 1989 г.
От 1990 до 1991 г. е член на Президентския съвет на съветския президент Михаил Горбачов. Работи като специален пратеник на Горбачов в Ирак в навечерието на войната в Персийския залив. В качеството си на представител и пратеник на Горбачов провежда разговор с президента Саддам Хусейн. Примаков е назначен през септември 1991 г. - след проваления опит за преврат срещу президента Горбачов, за първи заместник-председател на КГБ и ръководител на Първо главно управление (външното разузнаване) на КГБ на СССР, а от 30 септември 1991 е ръководител на Централната служба за разузнаване на СССР.
След разпадането на Съветския съюз и отделянето на Русия е назначен за директор на Службата за външно разузнаване, като работи там от 1991 г. до 1996 г.

## Външен министър
Примаков е външен министър от януари 1996 до септември 1998 г. Печели уважението и репутацията на упорит поддръжник на твърдата политика, на прагматичен поддръжник на интересите на Русия и противник на НАТО в разширяването му в Източния блок. Въпреки това на 27 май 1997 г. след 5 мес. на преговори с генералния секретар на НАТО Хавиер Солана, Русия подписва учредителен акт, който се разглежда като край на военните действия на Студената война.
Известен е с „доктрината Примаков“. Тя се основава на посредничество, като идеята е разширяване на руското влияние в Близкия изток и другите бивши съветски републики. Въпреки че Примаков е настроен антизападно, той се съобразява с желанията на Запада. Създава стратегическия триъгълник между Русия, Китай и Индия, който цели да противодейства на САЩ. Този ход е интерпретиран от някои анализатори като споразумение за борба с „цветната революция“ в Централна Азия. Самюел Хинтингтън нарича това „антихегемонна коалиция“ в свое есе, озаглавено „Самотната суперсила“.

## Министър-председател
След като предложението на президента Елцин за връщане на Виктор Черномирдин на поста министър-председател бива отхвърлено от Думата през септември 1998 г., той се обръща с предложение към Примаков като компромисна фигура, знаейки, че мнозинството ще приеме предложението. Като премиер Примаков получава голямо доверие и успява да прокара редица реформи, като най-успешна е данъчната му реформа.
Анализаторите приписват на Елцин оставката на Примаков на 12 май 1999 г. Като мотиви за това се изтъкват популярността на Примаков и страхът на Елцин, че губи своите позиции. Примаков отказва да освободи комунистическите министри, тъй като Комунистическата партия в Руската федерация е в основата на процесите за импийчмънт на президента, който всъщност е неуспешен. Въпреки това Елцин подава оставка в края на годината и е наследен от министър-председателя по онова време Владимир Путин.
На 24 март 1999 г. Примаков пътува към Вашингтон за официално посещение. Докато лети над Атлантическия океан той научава, че НАТО започва да бомбардира Югославия. Примаков решава да откаже посещението, нарежда на пилота да обърне самолета над океана и се връща в Москва. Това се нарича и до днес „Примаковски лупинг“.
На 12 май 1999 г. Примаков е изпратен в оставка от поста председател на правителството. Оставката му е посрещната от населението рязко негативно: 81 % от анкетираните заявяват, че не я одобряват.

## Депутат и специален пратеник
На 19 декември 1999 г. е избран за депутат в Държавната дума на Русия. Председател е на фракцията „Отечество – Вся Россия“ (ОВР) (2000 – 2001), която по онова време е главният опонент на партията „Единство“ на Путин, и така започва предизборната си кампания. Примаков се отказва да участва 2 месеца преди самите президентски избори. Той го прави в телевизионно предаване на 4 февруари 2000 г. Малко след това става политически съюзник и съветник на Путин.
През февруари – март 2003 г. посещава Ирак и разговаря с иракския президент Саддам Хусейн като специален пратеник на президента Владимир Путин. Примаков носи специално съобщение от Путин с искане Хусейн да си подаде доброволно оставката. Предлага на Саддам да предаде всички иракски оръжия за масово унищожение на ООН, както и всичките други оръжия. Примаков си спомня, че след като е казал тези думи, Саддам го е потупал по рамото и е излязал от стаята. Саддам е показал пълна увереност, че нищо няма да му се случи. Според Примаков това е резултат от иракските тайни отношения със САЩ.
През ноември 2004 г. Примаков свидетелства в защита на бившия югославски президент Слободан Милошевич, съден за военни престъпления. По-рано Примаков е ръководител на руската делегация при срещата им със Свободан Милошевич по време на бомбардировките на НАТО над Югославия.
Примаков е 2 мандата президент на Руската търговско-промишлена палата от 14 декември 2001 до 21 февруари 2011 г.

## Академичен живот
Примаков е сред водещите руски ориенталисти. От 1988 г. е член на Президиума на Академията на науките на СССР. Избран е за член на Президиума на Руската академия на науките на 26 май 2008 г.